# Bulletin des Sciences, par la Société Philomatique
Bulletin des Sciences, par la Société Philomatique (abreviado Bull. Sci. Soc. Philom. Paris) fue una revista ilustrada con descripciones botánicas que fue editada en Francia. Se publicó  desde 1791-1805; y de 1814-24.